# Єловиков Володимир Ілліч
Володимир Ілліч Єловиков (21 травня 1966, Омськ) — радянський хокеїст, нападник. Чемпіон Європи серед юнаків. Бронзовий призер молодіжного чемпіонату світу.

## Спортивна кар'єра
Народився 21 травня 1966 року в Омську. В 1982 році дебютував у складі місцевої команди «Авангард», яка виступала у другій лізі. Наступного сезону перейшов до «Сокола». За київську команду виступав три сезони. У вищій лізі провів 94 матчі, 8 закинутих шайб. Бронзовий призер чемпіонату СРСР 1984/85.
Чемпіон Європи серед юніорів 1984. Наспупного року здобув бронзову нагороду серед молодіжних команд.
В подальшому виступав за ШВСМ (Київ), «Динамо» (Москва), «Динамо» (Харків), «Авангард» (Омськ), «Металург» (Магнітогорськ), «Южний Урал» (Орськ), «Автомобіліст» (Єкатеринбург), ЦСК ВВС (Самара), «Беркут» (Київ), «Сокіл» (Київ), «Київ», АТЕК (Київ). У складі київського «Беркута» двічі перемагав у Східноєвропейській хокейній лізі (2000, 2001).
Завершив виступи на хокейних площадках у 2004 році. У лізі провів приблизно 700 матчів, закинув 136 шайб.

## Статистика
У юніорській і молодіжній збірних:
| Рік  | Команда          | Турнір | Місце | І | Г | П | О | ШХ |
| ---- | ---------------- | ------ | ----- | - | - | - | - | -- |
| 1984 | СРСР (юніорська) | ЮЧЄ    |       | 5 | 0 | 1 | 1 | 0  |
| 1985 | СРСР (молодіжна) | МЧС    |       | 7 | 2 | 3 | 5 | 4  |